# Vành đai Greenstone của Nuvvuagittuq
Vành đai Greenstone của Nuvvuagittuq (NGOO) là một chuỗi của mafic biến dạng với núi lửa siêu mafic và các trầm tích gắn kết (một vành đai xanh lục) nằm trên bờ phía đông vịnh Hudson, 40 Km về phía đông nam của Inukjuak, Quebec, Canada. Những tảng đá này đã trải qua quá trình biến đổi phong phú, và đại diện cho một số đá lớn nhất trên Trái Đất.
Hai bài báo có niên đại tuổi thọ của đai Greenstone của Nuvvuagittuq đã được xuất bản. Một bài báo đã cho một tuổi 3.750 mya, trong khi người kia đã cho một tuổi 4.321 mya. Vào tháng 3 năm 2017, Vành đai Greenstone của Nuvvuagittuq vẫn chưa có người định cư.
Vào tháng 3 năm 2017, một báo cáo được công bố đã cho thấy các bằng chứng về các hóa thạch của vi khuẩn trong các loại đá này, đây sẽ là dấu vết đầu tiên của sự sống được tìm thấy trên Trái Đất.